# Paul Gustave Fischer

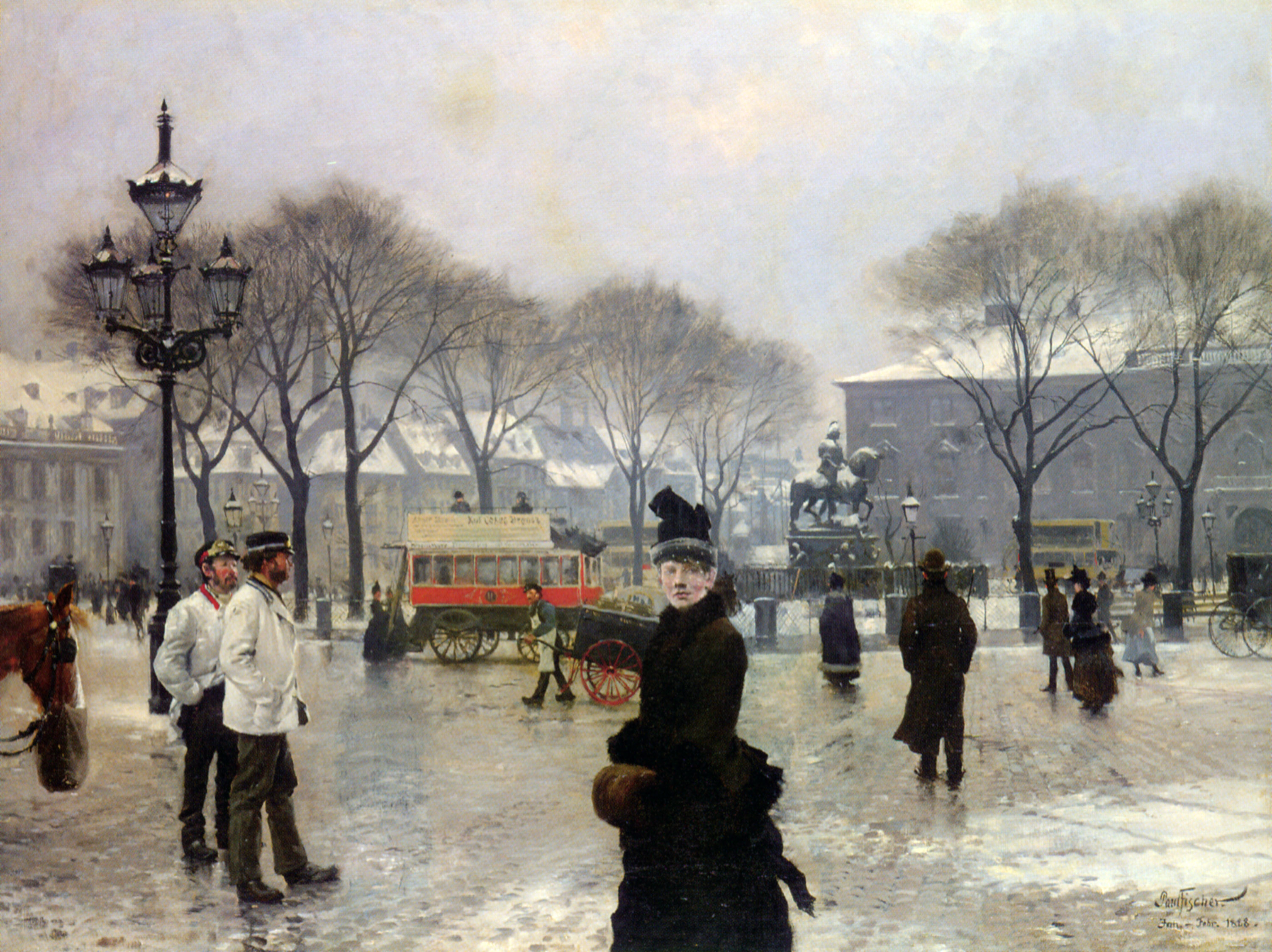
Dia d'hivern, oli de 1907.

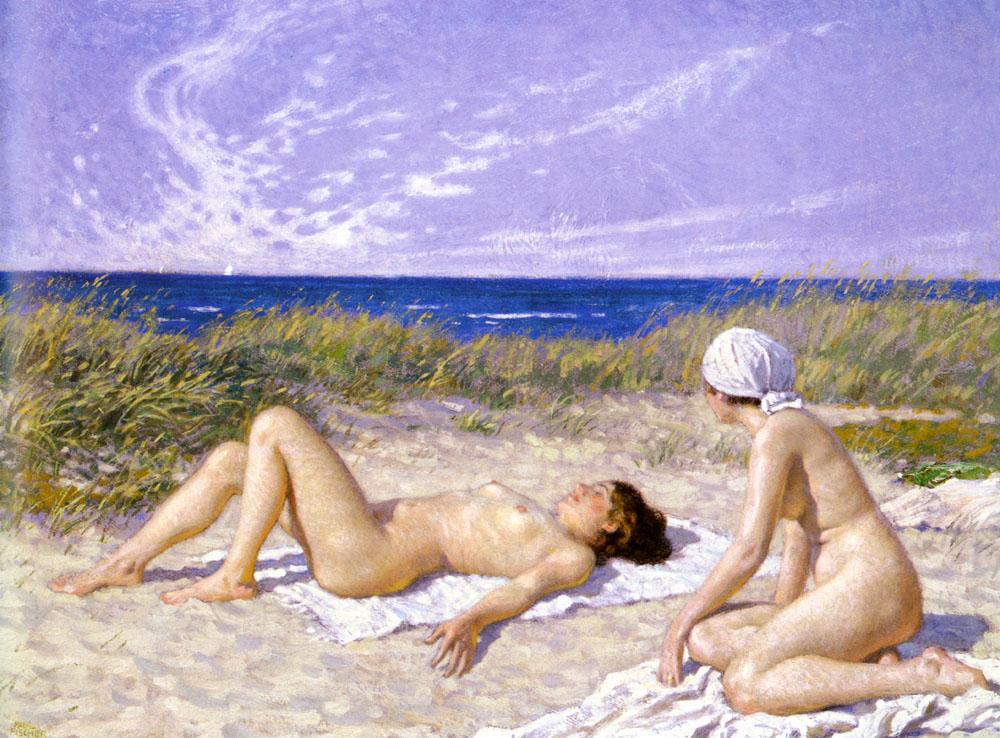
Bany de sol a les dunes, oli de 1916.

Paul Gustave Fischer (Copenhaguen, 22 de juliol de 1860 - Gentofte, 5 de gener de 1934) va ser un pintor danès. Va pertànyer a una família jueva que quatre generacions enrere havia emigrat de Polònia. El seu pare, un comerciant que havia estat pintor, va intervindre a la seva formació artística. La seva educació formal a la Reial Acadèmia de Belles Arts de Dinamarca a Copenhaguen va durar amb prou feines dos anys.
Les seves primeres obres mostren escenes urbanes de diferents ciutats. Després de viure a París entre 1891 i 1895 la seva paleta es va enriquir i aclarir. Els seus paisatges d'Escandinàvia, Itàlia i Alemanya es van desenvolupar entre el 1890 i 1910. Va comptar amb el suport de companys a Noruega i Suècia, en particular de Carl Larsson.
La seva obra també es caracteritzà per assolellades escenes de bany, amb algunes dones nues, i pel seu treball amb afiches, inspirat en les obres de Théophile Steinlen i Henri de Toulouse-Lautrec.
Durant el seu període productiu, l'art danès estava dominat per Laurits Tuxen. Malgrat el seu poc èxit amb la crítica, la seva obra es va vendre bé. Un assumpte en el que el va superar va ser durant la transmissió de poder de Dinamarca a Noruega, quan va ser seleccionat per pintar l'esdeveniment.